# ديبروفا
ديبروفا (Діброва) هي مدينة في مقاطعة كاردزالي في أوكرانيا.
يبلغ عدد سكانها حوالي 7163 نسمة.